# پناهگاه حیات‌وحش پالاخالی
پناهگاه حیات‌وحش پالاخالی (به لاتین: Pablakhali Wildlife Sanctuary) یک حیات وحش و منطقه حفاظت‌شده در بنگلادش است که در Rangamati District, Chittagong Division, Bangladesh واقع شده‌است.